# Pyhäjärvi (Karelen)
Pyhäjärvi är en sjö på gränsen mellan Finland och Ryssland. Sjön finns i kommunerna Kides i Norra Karelen, Parikkala i Södra Karelen och Haapalampi i Sordavala rajon i Karelska republiken. Sjön ligger 79 meter över havet, har ett maxdjup på 27 m och har en area på 248 km². Pyhäjärvi rinner ut i Saimen vid Puhos kraftverk i Kides och  ingår i Vuoksens huvudavrinningsområde. 
Den Finländska delen av Pyhäjärvi har en yta på 206,79 km², ett medeldjup på 8,07 m och en volym på 1,669 km³. Den Ryska delen är 41 km² stor, har ett största djup på 20 m och ett medeldjup på 7 m.